# Sphagnum cribrosum
Sphagnum cribrosum là một loài rêu trong họ Sphagnaceae. Loài này được Lindb. mô tả khoa học đầu tiên năm 1882.